# Тонконог, Иван Власович
Иван Власович Тонконог (13 августа 1913, Селище, Носовский район — 18 июля 1944, Алитус) — красноармеец Рабоче-крестьянской Красной Армии, участник Великой Отечественной войны, Герой Советского Союза (1945). Гвардии старший сержант.

## Биография
Иван Тонконог родился 13 августа 1913 года в семье крестьянина в селе Селище в Черниговской губернии. По национальности украинец. Окончил шесть классов средней школы. После этого уехал в Сибирь и поселился на станции Слюдянка Иркутской области, где работал железнодорожным мастером. С 1934 по 1936 год проходил службу в рядах РККА. Демобилизовавшись, вернулся в Слюдянку. В 1943 году был вновь призван в действующую армию и отправлен на 3-й Белорусский фронт.

## Подвиг
14 июля 1944 года Иван Власович с отрядом бойцов в числе первых форсировал реку Неман в районе города Алитус, после этого захватил плацдарм и отбивал многочисленные атаки фашистов. 18 июля гвардии старший сержант Иван Тонконог погиб смертью храбрых. Был похоронен в том же городе Алитус.

## Память
Именем Тонконога были названы улицы в его родном селе Селище, что ныне в Черниговской области Украины, и в городе Слюдянке Иркутской области. Также в Слюдянке в честь героя была установлена мемориальная доска, его имя выбито на памятнике слюдянцам, не вернувшимся с войны. В городе Алитус его имя было увековечено на памятнике освободителям города.